# Breakthrough (canción de Twice)
«Breakthrough» es una canción grabada por el grupo de chicas de Corea del Sur Twice. Es el quinto maxisencillo japonés del grupo e incluye otras tres pistas. La canción fue prelanzada digitalmente el 12 de junio de 2019 y el CD fue lanzado más tarde el 24 de julio por Warner Music Japan.

## Composición
«Breakthrough» fue compuesta por Jan Baars, Rajan Muse, Ronnie Icon con letras escritas por Yu Shimoji. Se describió como un sonido electro-pop dramático y metálico, y que "está destinado a evocar los sentimientos de una fresca noche de verano".

## Lista de canciones
| Digital download EP |                                    |                                |                                    |          |  |
| N.º                 | Título                             | Letras                         | Música                             | Duración |  |
| 1.                  | «Breakthrough»                     | Yu Shimoji                     | Ronnie Icon, Rajan Muse, Jan Baars | 3:37     |  |
| 2.                  | «Fancy» (versión japonesa)         | Black Eyed Pilseung, Jeon Goon | Black Eyed Pilseung, Jeon Goon     | 3:36     |  |
| 3.                  | «Breakthrough» (taalthechoi Remix) | Yu Shimoji                     | Ronnie Icon, Rajan Muse, Jan Baars | 3:32     |  |
| 4.                  | «Breakthrough» (Instrumental)      |                                | Ronnie Icon, Rajan Muse, Jan Baars | 3:37     |  |
| 13:32               |                                    |                                |                                    |          |  |